# Дегтярка (Сумская область)
Дегтярка (укр. Дігтярка) — село,
Засульский сельский совет,
Недригайловский район,
Сумская область,
Украина.
Код КОАТУУ — 5923581305. Население по переписи 2001 года составляло 45 человек .

## Географическое положение
Село Дегтярка находится в 2-х км от правого берега реки Терн, в 3-х км от правого берега реки Сула.
На расстоянии в 1 км расположено село Холодный Яр.
К селу примыкает большой лесной массив (дуб, сосна).